# Benins flagga
Benins flagga består av tre rektangulära fält, två liggande i färgerna gult och rött och ett stående grönt fält vid den inre kanten. Flaggan antogs av Benin första gången 16 november 1959 och har proportionerna 2:3.

## Symbolik
Färgerna är de traditionella panafrikanska, vilket symboliserar afrikansk enighet. I Benins flagga symboliserar grönt hopp, gult rikedom och rött mod.

## Historik
Flaggan antogs ursprungligen den 16 november 1959 under tiden som autonom fransk koloni, men ersattes av en annan flagga efter revolutionen 1975 då landets namn även ändrades från Dahomey. Den nya flaggan var helt i grönt med en röd stjärna vid den inre kanten. Den 1 augusti 1990 återtogs den ursprungliga flaggan när landets marxistiska regim avsattes. 

### Kungadömet Benin
Det förkoloniala kungadömet Benin låg i nuvarande Nigeria och har bara namnet gemensamt med den moderna staten. Från kungadömet Benin finns en flagga bevarad som förts i strid mot europeiska kolonisatörer. Flaggan är röd och avbildar i vitt en dekapitering.

### Tidigare flaggor

Kungadömet Benins flagga, från slutet av 1800-talet
Benins flagga 1975–1990